# Aderus coomani
Aderus coomani is een keversoort uit de familie schijnsnoerhalskevers (Aderidae). De wetenschappelijke naam van de soort werd in 1923 gepubliceerd door Maurice Pic.